# Itanium 2

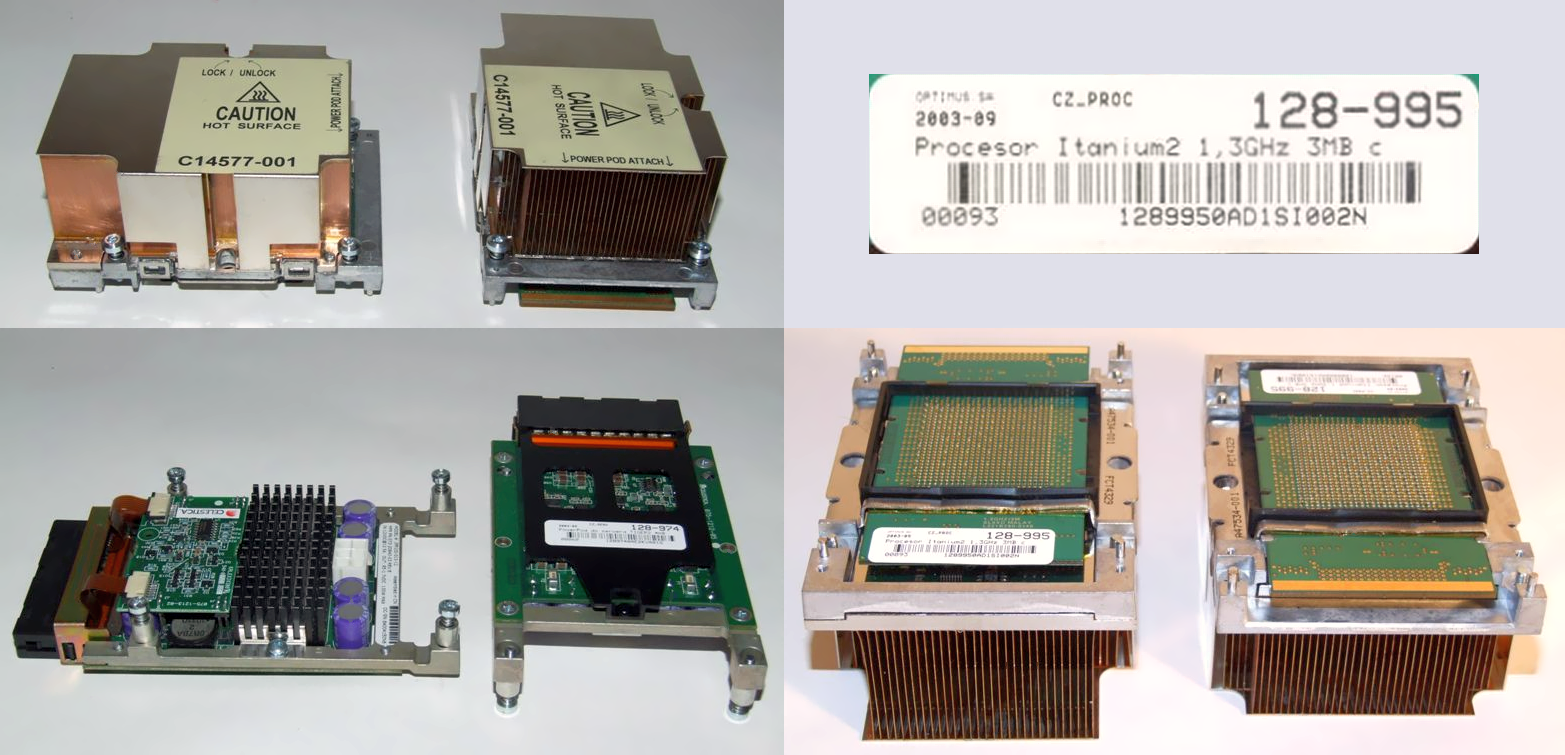
Itanium 2

Itanium 2  är en mikroprocessor med IA-64-arkitektur och Intels uppföljare till den ursprungliga Itanium-processorn.  Den utvecklades tillsammans med Hewlett-Packard och introducerades den 8 juli 2002. Denna första Itanium 2-processor hade kodnamnet McKinley och hade nära dubbelt så hög prestanda som dess föregångare. Itanium 2-serien har sedan dess fått många efterföljande processorer. Den senaste har kodnamnet Montecito och innehåller dubbla kärnor. Enligt Intel har denna processor ungefär 3,4 gånger bättre prestanda än den första Itanium 2-processorn.